# Síndrome paraneoplásica
A síndrome paraneoplásica refere-se a um conjunto de sinais e sintomas que antecedem ou que ocorrem concomitantes a presença de um câncer no organismo e que não são relacionados diretamente com invasão, obstrução ou efeitos metastáticos do tumor.
Estes fenômenos incluem uma série de condições musculoesqueléticas, cutâneas, endocrinológicas, neurológicas, metabólicas ou hematológicas.

## Classificação
As síndromes paraneoplásicas podem ser divididas em quatro categorias principais: endócrinas, neurológicas, mucocutâneas e hematológicas, assim como outras que podem não se classificar em nenhuma das categorias mencionadas:
| Categoria     | Síndrome                                    | Principal neoplasia associada | Mecanismo de ação                                                        |
| Endócrinas    |                                             | |                                                                          |
| ------------- | ------------------------------------------- | --- | ------------------------------------------------------------------------ |
| Endócrinas    | Síndrome de Cushing                         | - Câncer pulmonar de células pequenas - Carcinoma pancreático - Tumores neurais - Timoma                                                                   | ACTH ectópico e substâncias semelhantes ao ACTH                          |
| Endócrinas    | SIADH                                       | - Carcinoma pulmonar de células pequenas - Neoplasias do CNS                                                                                               | Hormona antidiurética                                                    |
| Endócrinas    | Hipercalcemia                               | - Câncer de pulmão (células escamosas) - Carcinoma mamário - Carcinoma renal - Mieloma múltiplo - Leucemia de célula T/Linfoma - Carcinoma ovariano        | PTHrP (Proteína relacionada ao hormônio paratireóideo), TGF-α, TNF, IL-1 |
| Endócrinas    | Hipoglicemia                                | - Fibrosarcoma - Outros sarcomas mesenquimais - Insulinoma - Carcinoma hepatocelular                                                                       | Insulina ou substâncias semelhantes à insulina ou "big" IGF-II           |
| Endócrinas    | Síndrome carcinoide                         | - Adenoma bronquial (tipo carcinoide) - Carcinoma pancreático - Carcinoma gástrico                                                                         | Serotonina, bradicinina                                                  |
| Endócrinas    | Policitemia                                 | | Ver síndromes paraneoplásicas hematológicas                              |
| Endócrinas    | Hiperaldosteronismo                         | - Adenoma adrenal / Síndrome de Conn - Linfoma Não-Hodgkin - Carcinoma ovariano                                                                            | Aldosterona                                                              |
| Neurológicas  | Síndrome miastênica de Lambert-Eaton (LEMS) | - Câncer pulmonar de pequenas células | Imunológico                                                              |
| Neurológicas  | Degeneração paraneoplásica cerebelar        | - Neoplasia ovariana - Carcinoma mamário |                                                                          |
| Neurológicas  | Encefalomielite                             | | Inflamação do cérebro e medula espinal                                   |
| Neurológicas  | Encefalite límbica                          | - Carcinoma pulmonar de pequenas células |                                                                          |
| Neurológicas  | Opsoclonia-Mioclonia paraneoplásica         | - Carcinoma mamário - Carcinoma ovariano - Carcinoma pulmonar de células pequenas - Neuroblastoma (em crianças)                                            | Reação autoimune contra a proteína RNA-binding Nova-1                    |
| Neurológicas  | Encefalite Anti-receptor NMDA               | - Teratoma | Reação autoimune contra subunidades do receptor-NMDA                     |
| Neurológicas  | Polimiosite                                 | - Linfoma Não-Hodgkin - Neoplasias pulmonares - Neoplasias de bexiga                                                                                       |                                                                          |
| Mucocutâneas  | Acanthosis nigricans                        | - Carcinoma gástrico - Carcinoma pulmonar - Carcinoma uterino                                                                                              | - Imunológico - Secreção de EGF                                          |
| Mucocutâneas  | Dermatomiosite                              | - Carcinoma broncogênico - Carcinoma mamário - Neoplasia ovariana - Neoplasia pancreática - Neolasia estomacal - Neoplasia coloretal - Linfoma Não-Hodgkin | Imunológico                                                              |
| Mucocutâneas  | Sinal de Leser-Trélat                       | |                                                                          |
| Mucocutâneas  | Eritema migratório necrolítico              | Glucagonoma |                                                                          |
| Mucocutâneas  | Síndrome de Sweet                           | |                                                                          |
| Mucocutâneas  | Síndrome de Schwartz-Burgess                | |                                                                          |
| Mucocutâneas  | Pioderma gangrenosa                         | |                                                                          |
| Mucocutâneas  | Hipertricose adquirida generalizada         | |                                                                          |
| Hematológicas | Granulocitose                               | | G-CSF                                                                    |
| Hematológicas | Policitemia                                 | - Carcinoma renal - Hemangioma cerebelar - Carcinoma hepatocelular                                                                                         | Eritropoietina                                                           |
| Hematológicas | Sinal de Trousseau                          | - Carcinoma pancreático - Carcinoma broncogênico | Mucinas que ativam a coagulação, outras                                  |
| Hematológicas | Endocardite trombótica não-bacteriana       | - Neoplasias avançadas | Trombofilia                                                              |
| Hematológicas | Anemia                                      | - Timomas | Desconhecido                                                             |
| Outras        | Glomerulonefrite membranosa                 | - Variados | - Antígenos tumorais - Imunocomplexos                                    |
| Outras        | Osteomalácia induzida por tumor             | - Hemangiopericitoma - Tumor mesenquimal fosfatúrico | - FGF-23                                                                 |
| Outras        | Síndrome de Stauffer                        | - Carcinoma renal |                                                                          |
| Outras        | Febre neoplásica                            | |                                                                          |